# Reggie Witherspoon
Pour les articles homonymes, voir Witherspoon.
Reginald ("Regie") Edwin Witherspoon (né le 31 mai 1985 à Pasadena en Californie) est un athlète américain pratiquant le 400 mètres. Il est le fils de Ronald et Pearl Witherspoon. Reggie Witherspoon a quatre frères dont des jumeaux et sept sœurs.
Son principal titre est d'avoir été champion universitaire avec le relais 4 × 400 m de l'Université Baylor à la fois en plein air et en salle en 2007.

## Sources
- (en) Biographie de Reggier Witherspoon sur le site des Baylor Bears